# Ansonia lumut
Ansonia lumut es una especie de anfibio anuro de la familia Bufonidae.

## Distribución geográfica
Esta especie es endémica de Terengganu en Malasia. Se encuentra en Gunung Tebu y Gunung Lawit.

## Descripción
Los machos miden de 21 a 23 mm y las hembras miden de 27 a 31 mm.

## Publicación original
- Chan, Wood, Anuar, Muin, Quah, Sumarli & Grismer, 2014: A new species of upland stream toad of the genus Ansonia Stoliczka, 1870 (Anura: Bufonidae) from northeastern peninsular Malaysia. Zootaxa, n.º 3764 (4), p. 427–440.[3]